# Kanie Iławeckie (przystanek kolejowy)
Kanie Iławeckie – zamknięty przystanek osobowy a dawniej stacja kolejowa w Kaniach Iławeckich na linii kolejowej nr 224, w województwie warmińsko-mazurskim, w Polsce. 